# Orientering om det radioaktive nedfald fra brintbomben
|  | Denne artikel er oprettet af botten Steenthbot ud fra en ekstern database. Den kan derfor have sproglige fejl eller mangler. Denne skabelon kan fjernes efter kontrol af indholdet. |

Orientering om det radioaktive nedfald fra brintbomben er en dansk oplysningsfilm fra 1957.

## Handling
Den amerikanske ambassadør i Danmark i 1957, Val Peterson, holder et foredrag om det radioaktive nedfald fra brintbomben og om nogle af de forholdsregler, der kan træffes for at modvirke dets skadelige virkninger. Han slutter med en appel om at støtte civilforsvaret.